# 雷蒙·葛斯林
雷蒙·葛斯林（Raymond Gosling，1926年7月16日—2015年5月18日）是一位與莫里斯·威爾金斯及羅莎林·富蘭克林於倫敦國王學院（King's College London）共事的科學家，是DNA結構的推導者之一。上司為約翰·藍道爾。在醫藥物理方面也有所貢獻。
他于2015年5月18日逝世，享年88岁。

## 外部連結
- 40th anniversary plaque
- King's College site

| | DNA雙螺旋結構發現人 1953年 |
| 弗朗西斯·克里克 \| 羅莎琳·富蘭克林 \| 雷蒙·葛斯林 \| 艾力克·斯托克斯 \| 莫里斯·威爾金斯 \| 賀伯特·威爾森 \| 詹姆斯·沃森 |                            |